# Герб Біликів
Герб Біликів затверджений 11 грудня 2007 р. рішенням сесії селищної ради.
Автор герба — Євген Копилець.

## Опис герба
Щит скошений зліва синім і червоним. У першій частині золотий розширений хрест з сяйвом. У другій частині срібна восьмипроменева гранована зірка. Щит вписаний в золотий декоративний картуш і увінчаний золотою короною. Базується на історичних козацьких печатках часів Полтавського полку.

## Історія

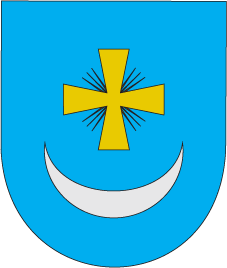
Герб (реконструкція) на основі печатки 1721р.: В полі печатки щит, на якому лапчастий хрест над півмісяцем, що лежить рогами догори.
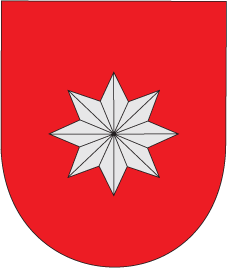
Герб (реконструкція) на основі печатки 1748р.: В полі печатки щит, на якому восьмипроменева зірка.